# Ecclesiam suam
Ecclesiam Suam (latín: Su Iglesia) es la primera encíclica del papa Pablo VI. Fue promulgada el 6 de agosto de 1964 y trata sobre el mandato de la Iglesia en el mundo contemporáneo. El desarrollo de la encíclica se articula en torno a tres ejes fundamentales:
- El primero es el convencimiento que este es un momento en que la Iglesia debe profundizar en la conciencia de sí misma.
- El segundo es el deber de actuar de la Iglesia, de corregir los defectos de los propios miembros y de hacer tender a éstos a una mayor perfección.
- El tercero brota de los dos anteriores. ¿Qué tipo de relaciones debe establecer hoy la Iglesia con el mundo que la rodea, donde ella vive y trabaja?

## Temáticas
- La doctrina del Evangelio y la gran familia humana
- Triple tarea de la Iglesia
- Constante e ilimitado celo por la paz
- La vigilancia de los fieles seguidores del Señor
- ¡"Creo, Domine"!
- Vivir la propia vocación
- La conciencia en la mentalidad moderna
- Desde el Concilio de Trento hasta las encíclicas de nuestros tiempos
- La ciencia sobre el cuerpo místico
- La vid y los sarmientos
- La Iglesia es misterio
- Pedagogía del bautizado
- Perfeccionamiento de los cristianos
- Sentido de la "reforma"
- Daños y peligros de la concepción profana de la vida
- No inmovilidad sino "aggiornamento"
- Obediencia, energías morales, sacrificio
- El espíritu de pobreza
- Hora de la caridad
- Culto a María
- Vivir en el mundo, pero no del mundo
- Misión que cumplir, anuncio que difundir
- El "diálogo"
- La religión, diálogo entre Dios y el hombre
- Supremas características del "coloquio" de la salvación
- El mensaje cristiano en la corriente del pensamiento humano
- Claridad, mansedumbre, confianza, prudencia
- Dialéctica de auténtica sabiduría
- ¿Cómo atraer a los hermanos, salva la integridad de la Verdad?
- Insustituible supremacía de la predicación
- ¿Con quiénes dialogar?
- Primer círculo: todo lo que es humano
- Negación de Dios: obstáculo para el diálogo
- Vigilante amor, aún en el silencio
- Diálogo por la paz
- Segundo círculo: los que creen en Dios
- Tercer círculo: Los cristianos, hermanos separados
- Auspicios y esperanzas
- Diálogo interior en la Iglesia
- Caridad, obediencia
- Fervor en sentimientos y en obras
- Hoy, más que nunca, vive la Iglesia